# Marian Kołodziej
Marian Kołodziej (ur. 6 grudnia 1921 w Raszkowie, zm. 13 października 2009 w Gdańsku) – polski artysta plastyk, scenograf teatralny i filmowy.

## Życiorys
Urodził się w rodzinie Michała i Pelagii Kołodziejów. Przed II wojną światową uczył się w Gimnazjum Męskim im. Piłsudskiego w Ostrowie Wielkopolskim.
W 1940 został jednym z pierwszych więźniów niemieckiego obozu koncentracyjnego Auschwitz (numer obozowy 432). Do 1945 był więziony jeszcze w Groß-Rosen, Buchenwaldzie, Sachsenhausen i Mauthausen-Gusen. Wyzwolony 5 maja 1945 przez amerykańskie wojska gen. George’a Pattona.
Po wojnie ukończył studia na wydziale scenografii Akademii Sztuk Pięknych w Krakowie. Brał udział w zajęciach z grafiki i malarstwa. Jego mistrzem był profesor Karol Frycz. Po ukończeniu studiów podjął pracę w Teatrze Wybrzeże w Gdańsku, gdzie pracował do czasu przejścia na emeryturę. Dla Teatru Wybrzeże zrealizował blisko 200 scenografii. Realizował również scenografię dla innych teatrów w Polsce, m.in. dla sztuk reżyserowanych przez Adama Hanuszkiewicza, Kazimierza Kutza, Stanisława Różewicza oraz dla filmów Westerplatte, Krzyż Walecznych i innych.

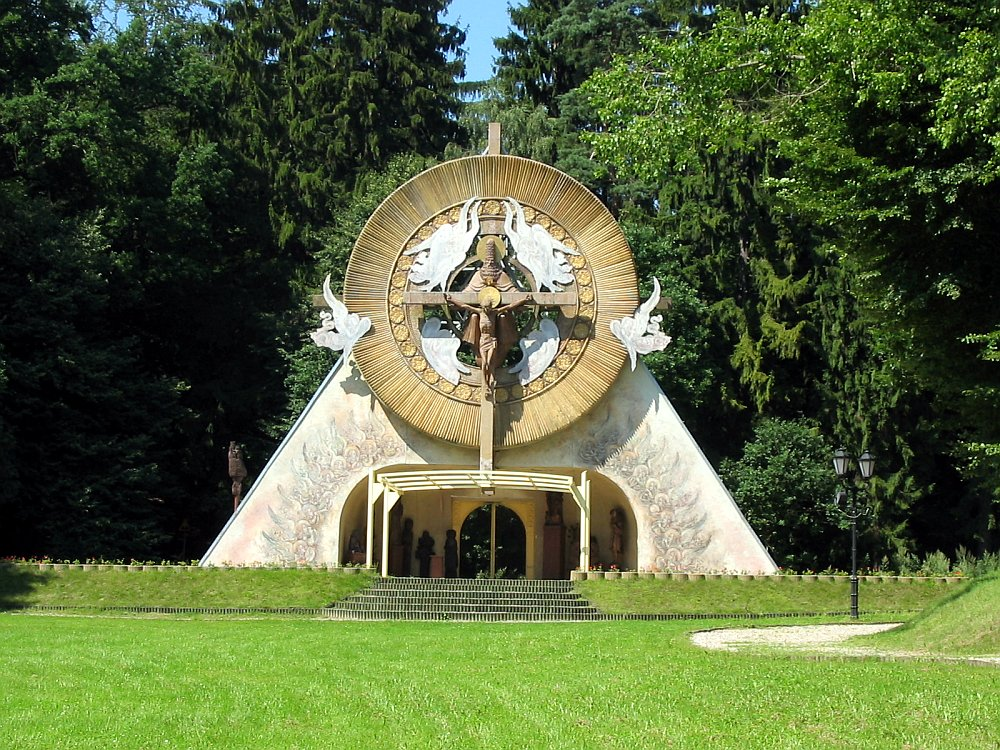
Ołtarz papieski projektu Mariana Kołodzieja, obecnie znajdujący się w gdańskim Matemblewie

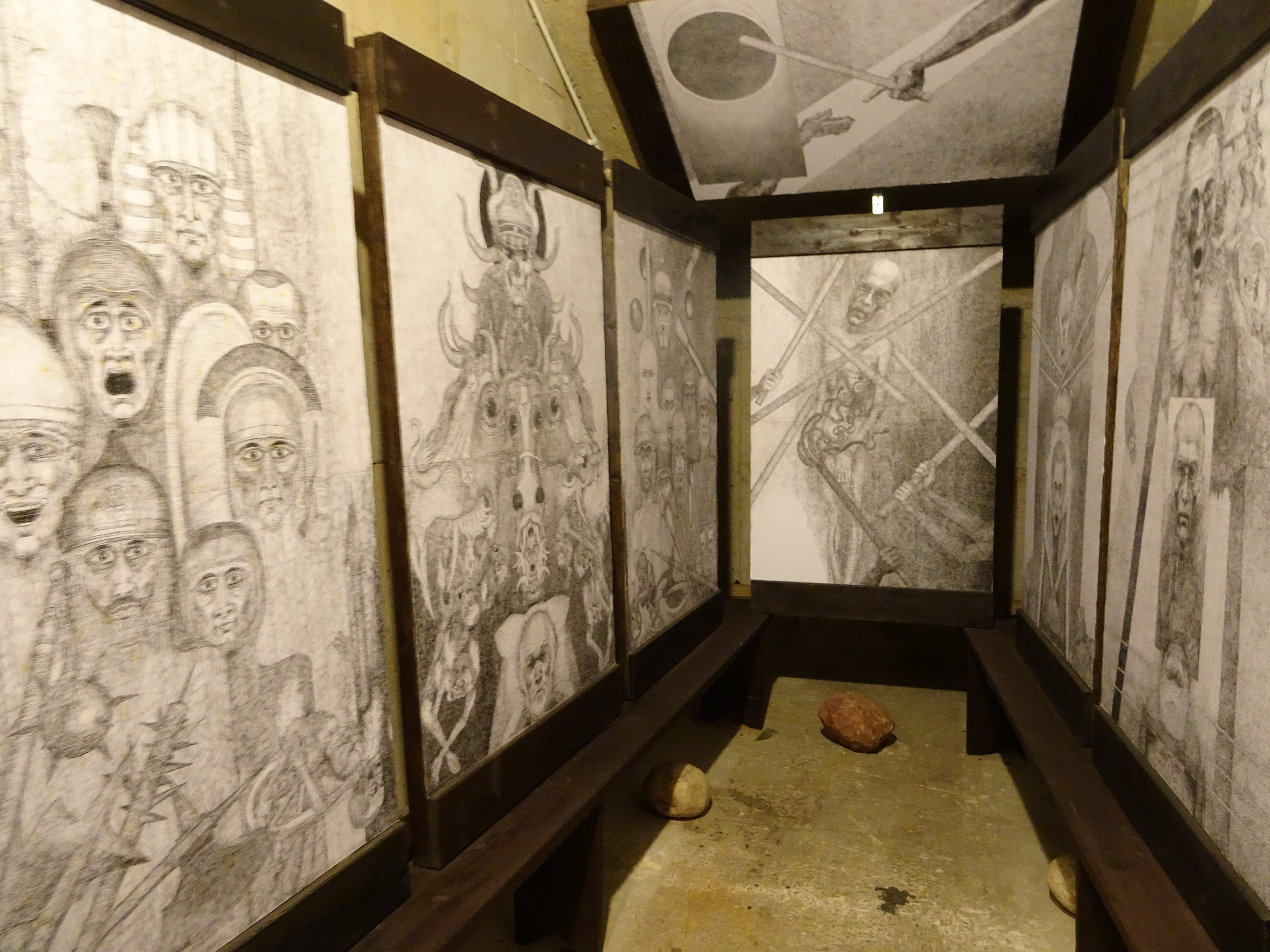
„Klisze pamięci” w Harmężach

Był twórcą ołtarza papieskiego w Gdańsku podczas pielgrzymek papieża Jana Pawła II w latach 1987 i 1999. W 1997 został Honorowym Obywatelem Miasta Gdańska. W ostatnich latach w swojej twórczości zaczął poruszać tematykę obozową. Stworzył cykle prac, odwołujących się do osobistych przeżyć z pobytu artysty w KL Auschwitz-Birkenau, których stała wystawa pt. „Klisze pamięci – labirynty” znajduje się we franciszkańskim Centrum św. Maksymiliana w Harmężach k. Oświęcimia.
W 2004 w Nadbałtyckim Centrum Kultury przedstawił wystawę cyklu portretów „A to Polska właśnie. Theatrum Mariana Kołodzieja”, przedstawiających znanych polityków, biznesmenów i artystów, pokazując ich w krzywym subiektywnym zwierciadle swojej sztuki.
Był żonaty z Haliną Słojewską, aktorką Teatru Wybrzeże.
13 października 2009 w wieku 88 lat zmarł w szpitalu w Gdańsku. 23 października 2009 prochy artysty spoczęły w podziemiach kościoła oo. franciszkanów pw. Matki Bożej Niepokalanej w Harmężach.

## Ordery i odznaczenia
- Krzyż Komandorski Orderu Odrodzenia Polski (1997) – odmówił jego przyjęcia z rąk prezydenta Aleksandra Kwaśniewskiego
- Krzyż Kawalerski Orderu Odrodzenia Polski (1967)
- Złoty Krzyż Zasługi (1957)
- Złoty Medal „Zasłużony Kulturze Gloria Artis” (8 września 2005)[6]
- Medal Stolema (1969)
- Odznaka „Zasłużony Działacz Kultury” (1977)
- Odznaka „Za Zasługi dla Województwa Pomorskiego” (2006)
- Medal 25-lecia Solidarności (2005)
- Pamiątkowy medal z okazji 40-lecia Teatru Wybrzeże (1986)

Źródło:.

## Nagrody i wyróżnienia
- wyróżnienie na Festiwalu Polskich Sztuk Współczesnych za scenografię do sztuki W stoczni Rybarskiego w Teatrze Wybrzeże w Gdyni (1951)
- nagroda na X FTPP w Toruniu za scenografię do przedstawienia Poczwórka Sławomira Mrożka w Teatrze Wybrzeże w Gdańsku (1968)
- nagroda na XI FTPP w Toruniu za scenografię do przedstawień Teatru Wybrzeże w Gdańsku: Tragedia o Bogaczu i Łazarzu, Ostatnie dobranoc Armstronga
- „Order Stańczyka” - nagroda miesięcznika „Litery” za scenografię do spektaklu telewizyjnego Panna Julia Strindberga (1969)[2]
- nagroda na XIII FTPP w Toruniu za scenografię do przedstawienia Maleńka Alicja Edwarda Albee’ego w Teatrze Wybrzeże w Gdańsku (1971)
- Nagroda Wojewódzkiej Rady Narodowej w Gdańsku za upowszechnianie kultury (1971)
- Nagroda widzów im. Iwo Galla w Gdańsku dla najlepszego scenografa (1973, 1977)
- nagroda na XV FTPP w Toruniu za scenografię do przedstawienia Helena z Teatru Wybrzeże w Gdańsku (1973)
- Nagroda Państwowa II stopnia w dziedzinie scenografii (1973)[2]
- nagroda na XVI FTPP w Toruniu za scenografię do przedstawienia Sen Felicji Kruszewskiej w Teatrze Wybrzeże w Gdańsku (1974)
- nagroda Ministra Kultury i Sztuki za twórczość artystyczną w dziedzinie scenografii (1974)
- nagroda na I Opolskich Konfrontacjach Teatralnych za scenografię do Beniowskiego Juliusza Słowackiego w reżyserii Adama Hanuszkiewicza w Teatrze Narodowym w Warszawie (1975)
- nagroda XVII FTPP w Toruniu za scenografię do przedstawienia Cyganeria warszawska z Teatru Wybrzeże w Gdańsku (1975)
- Nagroda Teatralna Wojewody Gdańskiego za scenografię do Sonaty Belzebuba Stanisława Ignacego Witkiewicza w Teatrze Wybrzeże w Gdańsku (1980)
- Nagroda Teatralna Wojewody Gdańskiego za scenografię do przedstawień Kolęda-nocka i Słowik Ernesta Brylla w Teatrze Muzycznym w Gdyni (1981)
- „Złota Maska” (Śląsk) za scenografię do Czarodziejskiego fletu Wolfganga Amadeusza Mozarta w Operze Śląskiej w Bytomiu (1982)
- Nagroda Ministra Kultury i Sztuki za twórczość artystyczną w dziedzinie scenografii (1983, nie przyjęta)
- Nagroda Ministra Kultury i Sztuki I stopnia za wybitne osiągnięcia w dziedzinie scenografii teatralnej (1985)
- Nagroda Wojewody Gdańskiego za całokształt twórczości (1991)
- Nagroda Miasta Gdańska w Dziedzinie Kultury „Splendor Gedanensis” (1995)[8]
- Nagroda Teatralna Wojewody Gdańskiego za rok 1995 za całokształt twórczości w związku z 50-leciem Teatru Wybrzeże (1996)
- Statuetka Gryfa Pomorskiego - Pomorska Nagroda Artystyczna za autorski projekt i realizację ołtarza papieskiego na sopockim hipodromie oraz Nagroda Publiczności (2000)
- Nagroda Prezydenta Miasta Gdańska w Dziedzinie Kultury (2000)[9]
- Laureat Laureatów XXX edycji Nagrody Miasta Gdańska w Dziedzinie Kultury „Splendor Gedanensis” (2002)[8]
- Nagroda Prezydenta Miasta Gdańska w Dziedzinie Kultury za całokształt pracy artystycznej (2004)[9]
- Gdańszczanin Roku 2007 (2008)

Źródło:.

## Upamiętnienie
W 2010 jedna z ulic w Gdańsku została nazwana imieniem Mariana Kołodzieja. 12 października 2015 na ścianie domu przy ul. Mariackiej 11/13 (gdzie mieszkał i tworzył Marian Kołodziej) odsłonięto tablicę pamiątkową. 12 listopada 2021 został patronem gdańskiego tramwaju Pesa Jazz Duo 128 NG nr 1079. W 2021 powstał film dokumentalny Marian Kołodziej. Tajemnica Artysty w reżyserii Anny Marii Mydlarskiej.